# Estandarte del comandante supremo
El Estandarte del Comandante Supremo es una bandera utilizada por la Fuerza Armada Nacional Bolivariana de Venezuela, en honor al ya fallecido Hugo Chávez, la cual representa el ideal descrito por Chávez como "unión cívica-militar", término de gran importancia dentro de la retórica ideológica del movimiento político descrito como la Revolución Bolivariana, la misma tiene carácter oficial y debe ser utilizada por todas las unidades de la Fuerza Armada Nacional Bolivariana de Venezuela.
El estandarte fue elaborado por los militantes del movimiento chavista, directamente desarrollado por miembros de distintas comunidades a nivel nacional, una vez realizado, fue entregado a la ciudadana Norma Romero, quien se encargó a su vez, de entregárselo al presidente Nicolás Maduro el 5 de marzo de 2014, esto sucedió durante la realización de un desfile cívico-militar, realizado en honor al Comandante Hugo Chávez, cumpliéndose en esa fecha un año de su muerte. Una vez recibido por el presidente Nicolás Maduro, éste se lo entregó a la entonces Ministra de Defensa Carmen Meléndez, quien lo recibió y se lo entregó al comandante encargado de dirigir del desfile, Miguel Cuadros, quien lo portó durante todo el desfile con orgullo patrio.
El cuerpo de la bandera es de color rojo, bordeado de flecos dorados, lleva en el centro una imagen del comandante Hugo Chávez uniformado de verde oliva, sobre un fondo rojo degradado en distintos tonos, la misma está encerrada en un óvalo, dicha imagen está rodeada por dos ramas de olivo de color oro u dorado, y ocho estrellas doradas formando un arco superior, asimismo, tiene dos leyendas en letras mayúsculas de color dorado; en la leyenda superior puede leerse: “COMANDANTE SUPREMO DE LA REVOLUCIÓN BOLIVARIANA” y en la leyenda inferior: “INDEPENDENCIA Y PATRIA SOCIALISTA VIVIREMOS Y VENCEREMOS", lema popularizado por Chávez en vida, el cual a su vez está inspirado en lemas partidistas de la Revolución Cubana acuñados por Ernesto "Che" Guevara. Su uso, junto al de muchos otros símbolos proselitistas afines al chavismo dentro de la fuerza armada es altamente repudiado por la oposición venezolana, pues contradice el texto constitucional que le prohíbe a la FAN exhibir militancia partidista en el ejercicio de sus funciones oficiales.

## Simbolismo
El significado de los colores y elementos que integran el estandarte son varios, a continuación se explican:
- Rojo: Representa el color de la Revolución Bolivariana, este a su vez representa su carácter ideológico marxista.
- ★ Estrellas: Representan las 8 estrellas de la república, consagradas en la bandera nacional.
- Retrato de Chávez: el estandarte surge como un homenaje y reconocimiento a Hugo Chávez, quien en vida se hizo llamar por sus partidarios y seguidores "Comandante Supremo de la Revolución Bolivariana", y que tras su muerte comenzó a ser llamado por sus partidarios "Comandante Supremo y Eterno de la Revolución Bolivariana".
- Ramas de Olivo: Típicamente usado como símbolo de homenaje sobre la base de la corona de laureles romana, para los diseñadores del estandarte representan el triunfo de la revolución y la unión cívico-militar.
- Leyendas: ambas leyendas son lemas constantemente utilizados por Hugo Chávez durante sus actos político-partidistas acuñados como gritos partidarios para destacar la adhesión a su movimiento ideológico, para sus seguidores representan su legado y su ideología, hacen énfasis en lo que ellos ven como la eternidad de sus ideas y el objetivo de conformar la patria socialista. La leyenda inferior es además utilizada por la FANB como lema, saludo y despedida de sus efectivos por .

## Uso
El estandarte del Comandante Supremo, debe ser enarbolado y utilizado por todas las unidades militares de la Fuerza Armada Nacional Bolivariana de Venezuela, en sus comandos, destacamentos, embarcaciones y durante los defiles oficiales.